# Nicodamoidea
Nicodamoidea – nadrodzina pająków z infrarzędu pająków wyyższych. Zalicza się do niej 29 opisanych gatunków. Występują w krainie australijskiej.

## Morfologia

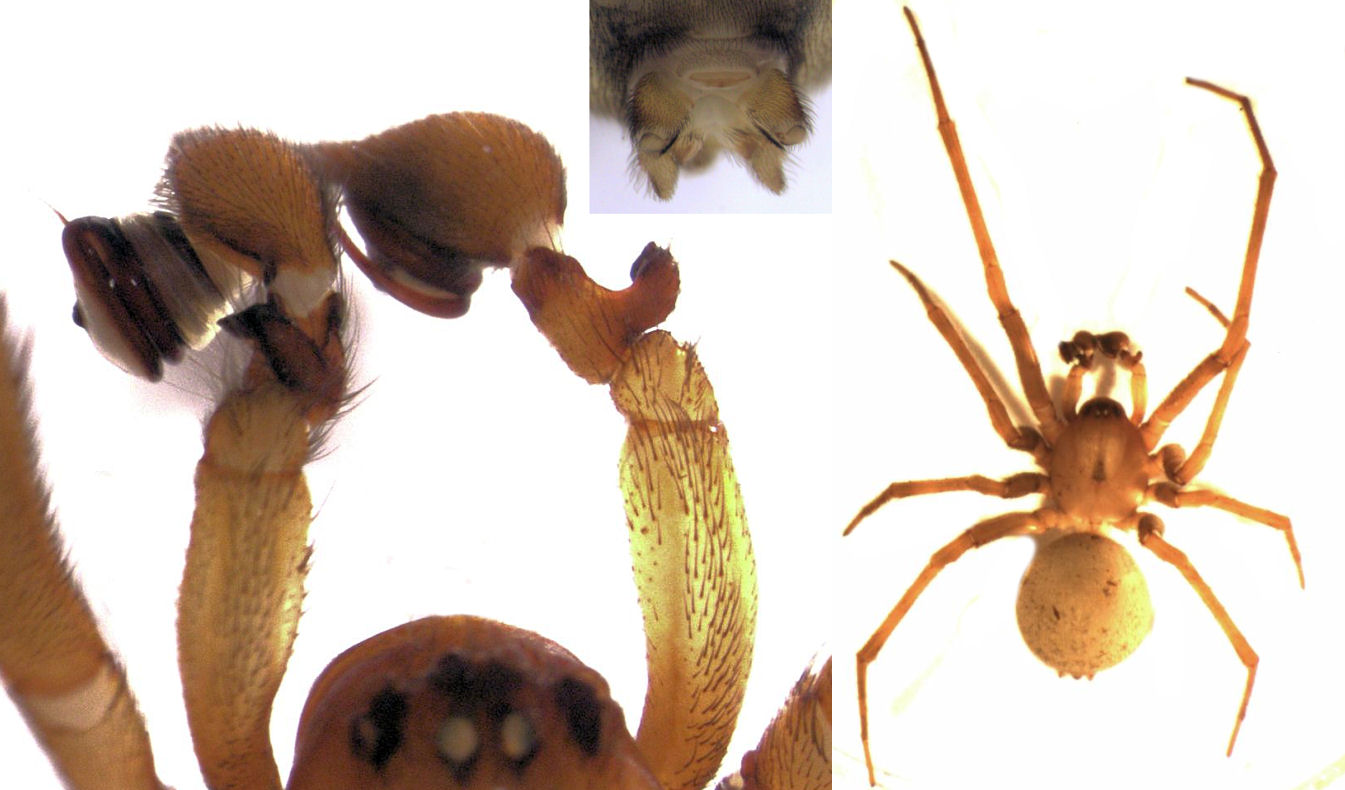
Samiec Megadictyna thilenii

Pająki średnich i dużych rozmiarów. Dłuższy niż szeroki i nieco przypłaszczony od strony grzbietowej karapaks zaopatrzony jest w szerokie jamki i porośnięty szczecinkami. Ośmioro niewielkich oczu ustawionych jest w dwóch prostych rzędach. Wszystkie pary z wyjątkiem przednio-środkowej zaopatrzone są kajakowatego kształtu tapetum. Wysoki nadustek opada ku dołowi. Pionowo ustawione szczękoczułki pozbawione są zębów na krawędzi tylnej, a na przedniej mają pojedynczy, duży ząb w części odsiebnej. Kształt wargi dolnej jest poprzeczny, a sternum sercowaty. Czwarta para odnóży pozbawiona jest trichobotrium na nadstopiu, zaś pozostałe pary mają po jednym w tym miejscu. Na stopach wszystkich par trichobotriów brak.
Opistosoma (odwłok) samic, a zwykle też samców zaopatrzony jest w długie i sztywne szczecinki oraz trzy pary widocznych od strony grzbietowej przyczepów mięśni (sigillae). Siteczko przędne i grzebienie przędne zachowały się u Megadictynidae, natomiast brak ich u Nicodamidae, mających za to duży, porośnięty szczecinkami stożeczek. Kądziołki przędne przednio-bocznej pary są dwuczłonowe, tylno-środkowej są jednoczłonowe i stożkowate, zaś tylno-bocznej dwuczłonowe, wydłużone i pozbawione rozległych pólek przędnych. Środkowe tchawki są porozgałęziane.
Nogogłaszczki samca cechują się dużą apofizą dorsalną na grzbietowej stronie goleni.

## Rozprzestrzenienie
Rodzina endemiczna dla krainy australijskiej. Dwa gatunki są endemitami Nowej Zelandii. Cztery gatunki występują na Nowej Gwinei. Wszystkie pozostałe są endemitami Australii. Spośród tych ostatnich 7 zamieszkuje Tasmanię, a pozostałe wyłącznie Australię kontynentalną. 

## Taksonomia
Takson ten w randze nadrodziny wprowadzony został w 2017 roku przez Dimitara Dimitrowa i współpracowników na łamach „Cladistics”. Obejmuje on dwie rodziny:
- Megadictynidae Lehtinen, 1967
- Nicodamidae Simon, 1897

Wcześniej, w rewizji z 1995 roku Mark Stephen Harvey traktował Nicodamidae jako rodzinę w obrębie Amaurobioidea obejmującą dwie podrodziny: Megadictyninae i Nicodaminae.